# SID (microprocesseur)
Pour les articles homonymes, voir SID.

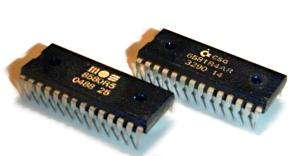
MOS Technology SID: L'image de droite montre un 6581 de MOS Technology, connu à ce moment-là sous le nom de Commodore Semiconductor Group (CSG) et l'image de gauche montre un 8580 de MOS Technology.

Nomenclature du 6581 de MOS Technology.

Le SID (Sound Interface Device), ou MOS 6581, est le nom du générateur de son programmable (la puce générant le son) du Commodore 64 sorti en 1982 et du Commodore 128 en 1985.
Cette puce est un véritable synthétiseur, dépassant technologiquement tout ce qui se fait à l'époque. Elle contribuera grandement au succès commercial du Commodore 64. Elle est conçue et fabriquée par la filiale de Commodore International, MOS Technology en 1981.
Elle reste utilisée dans les années 2000 notamment par l'Elektron SidStation, un instrument de musique électronique basé sur le SID. Certains musiciens ou groupes tels que Machinae Supremacy ou KMFDM l'utilisent dans leurs compositions.
En 2019 le MOS 6581 est intronisé au temple de la renommée des microprocesseurs par le magazine anglophone IEEE Spectrum comme étant « à l'origine du son révolutionnaire du Commodore 64 et  dont l'héritage perdure».

## Caractéristiques
(16 novembre 2015).
- trois oscillateurs programmables en fréquence, de 16 Hz à 4 kHz (8 octaves)

- quatre formes d'onde par oscillateur, triangle, dents de scie, carrée, bruit

- trois modulateurs d'amplitude
- Largeur : 48 dB
- trois générateurs d'enveloppe
- Réponse exponentielle
- Temps d'attaque : 2 ms - 8 s
- Temps de descente : 6 ms - 24 s
- Niveau de tenue : 0 - volume plafond
- Temps de relâchement : 6 ms - 24 s
- filtre programmable, avec modulation de phase et synchronisation avec l'oscillateur
- fréquences supportées : 30 Hz - 12 kHz
- Rolloff de 12 dB par octave
- Sortie de niveau avec passe bas, passe bande et passe haut
- Résonance variable.
- Contrôle du volume principal
- 2 interfaces analogiques-digitale, comportant un générateur de nombre aléatoire et de modulation et une entrée audio externe.